# August Soller

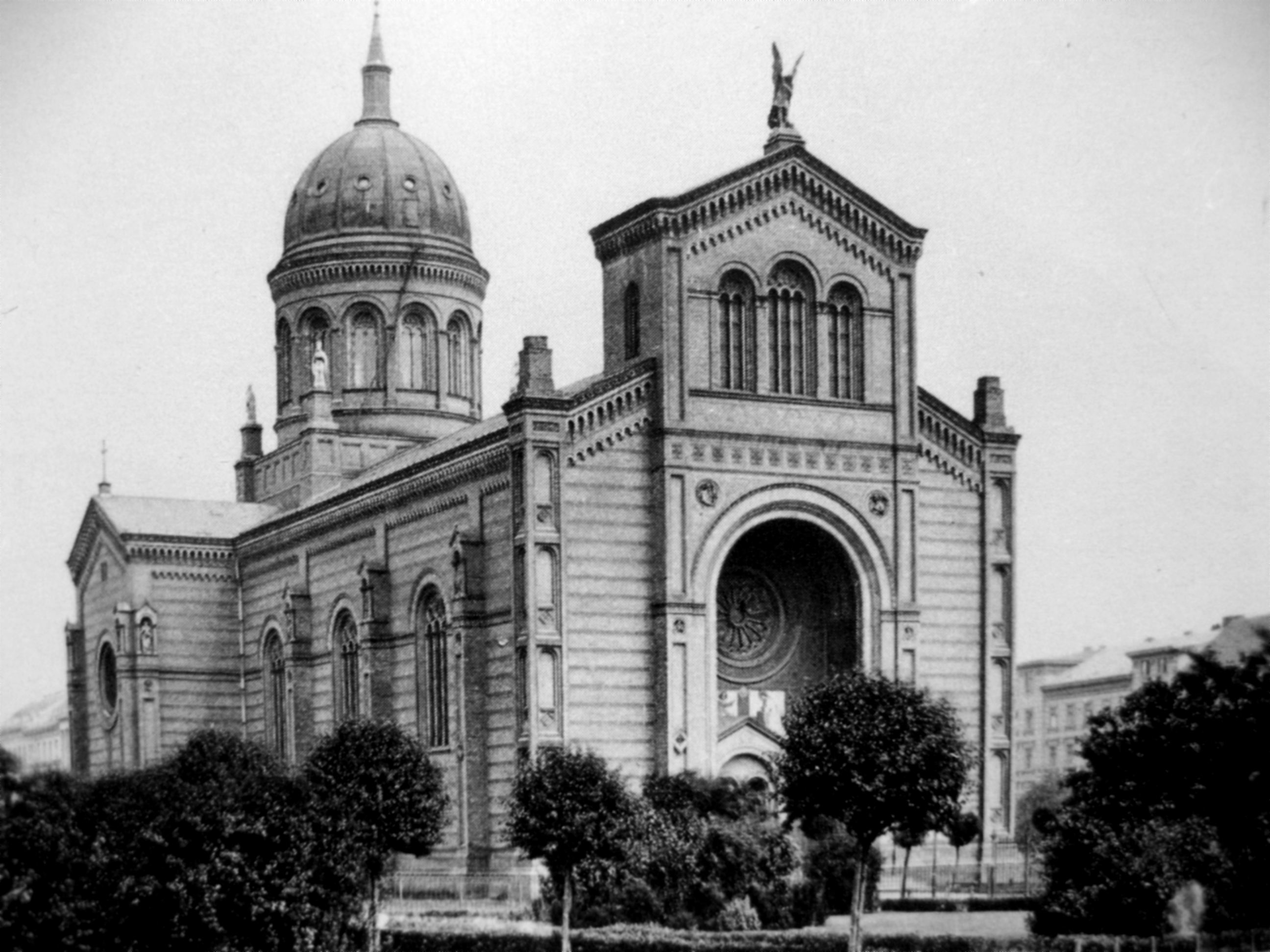
St Michael Berlin (1880).

Johann August Karl Soller, född 14 mars 1805 i Erfurt, död 6 november 1853 i Berlin, var en tysk arkitekt.
Soller var lärjunge till Karl Friedrich Schinkel. Han är mest bekant genom sina ritningar till den i romansk stil byggda katolska Sankt-Michaels-Kirche (uppförd 1851–59) i Berlin. Kyrkan skadades svårt under andra världskriget men har återuppbyggts.